# Megahippus
Megahippus — род вымерших млекопитающих семейства лошадиных (Equidae). Как и другие представители подсемейства Anchitheriinae, были более примитивными, чем современные лошади. Megahippus превосходили по величине многих близких родичей, достигая массы 266,2 кг. Известны из миоцена (от 13,6 до 10,3 млн лет назад) США, от Монтаны до Флориды.

## Виды
- Megahippus matthewi
- Megahippus mckennai